# 국도 제350호선 (일본)

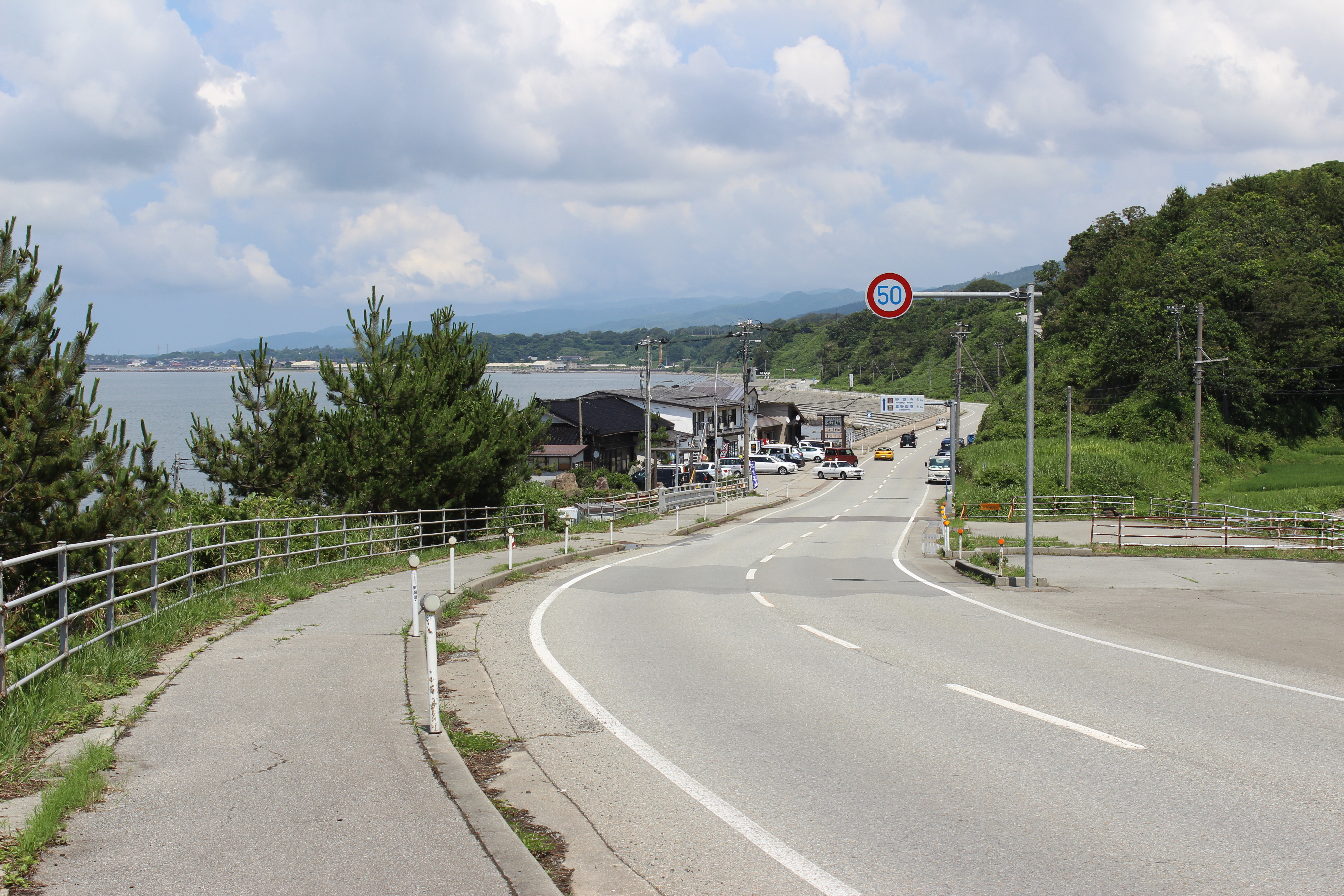
사도시 일대를 가로지르는 S자형 구조를 가진 도로.

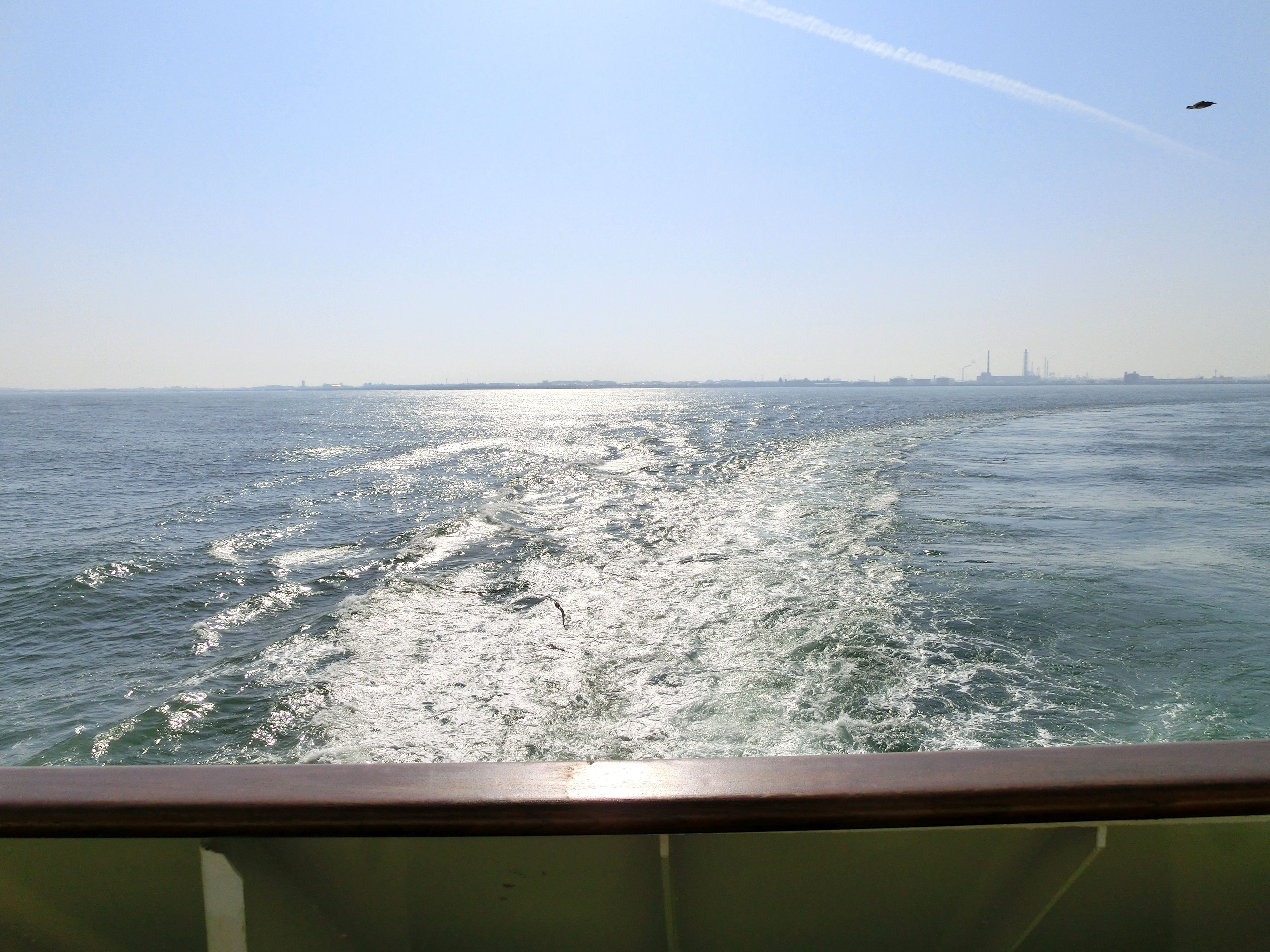
바다 위로 가로지르는 350번 국도 (니가타니시항 인근)
특이하게도 국도 노선이 뱃길로 연결되어 있어 여객선 노선이 국도를 겸하게 되는 기능을 가지고 있다.

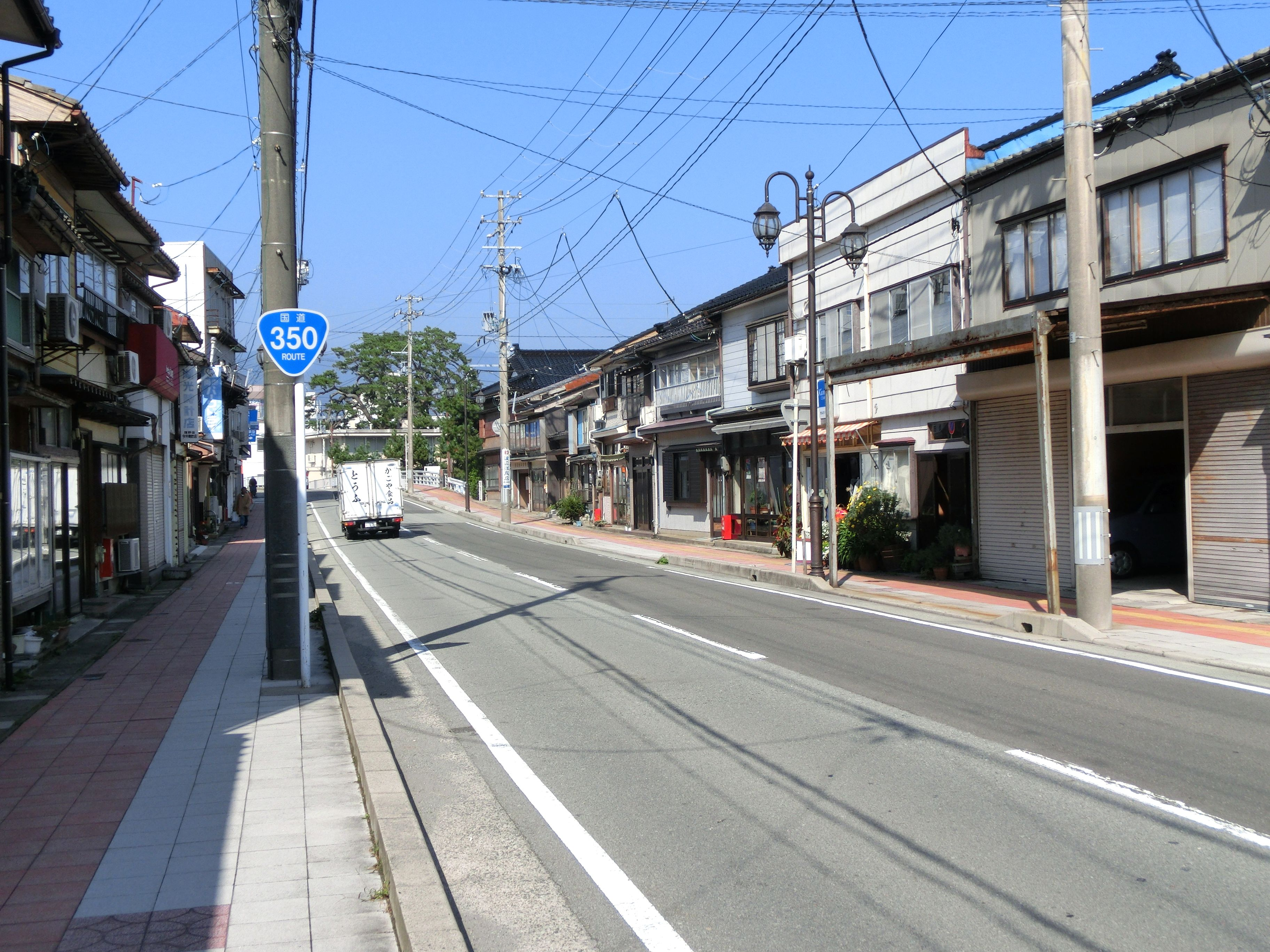
니가타현 사도시 료쓰미나토 인근 일대.

일본 350번 국도(일본어: 国道350号→국도 350호)는 니가타현 니가타시 주오구의 혼초 교차로를 출발, 사도시를 중간에 거치면서 바다를 두 번씩 건넌 뒤 다시 니가타현의 조에쓰시의 시모겐뉴 교차로까지 이어주는 국도 노선이다. 그러나 이 국도 노선은 해상 국도로 분류되며, 해상 국도로는 382, 390, 485번 국도와 마찬가지로 육지부보다는 해상부에 놓이는 국도 노선이기도 하다. 그러나 사도가섬을 이어주는 국도 노선이기도 하나, 육지부 구간에 한하여 실제 연장 구간은 51.6 km, 현도도 역시 48.5 km, 해상 구간의 경우 111.6 km로 이루어져 있는 특색을 둔다.

## 연혁
- 이 도로는 1975년 4월 1일 공식적으로 국도로 승격하였다. 그러나 이전부터 이 도로가 열악한 교통 환경에 따라 이동할 때 지장이 초래되는 등, 지장을 여러 차례에 걸쳐 주고 있는 주민들의 교통 불편을 덜어주기 위해 다나카 가쿠에이 당시 건설성에 진정서를 요청한 내력이 있었다.
- 공식적인 국도 지정일: 1975년 4월 1일

## 통과하는 지자체
- 이 도로는 니가타시 주오구에서 출발, 중간에 사도가섬(사도시)을 거쳐, 다시 육지부의 조에쓰시를 관통한다.
- 니가타시 주오구의 기점인 혼초 교차로 일대에서는 7, 8, 113, 289, 17, 116, 402번 등 여러 국도노선과 서로 겹쳐지게 되는 형태로 교차한다.
- 사도가섬을 유일하게 연결하는 도로이기도 하다.
- 조에쓰시에서는 국도 8호선, 국도 18호선과 서로 중첩되는 형태로 만난다.
- 해상 구간은 니가타항~료쓰항 사이 구간, 고키항~나오에쓰항 사이의 구간 등 2개의 항로가 350번 국도로 지정되어 있다.

### 통과하는 도로
- 8번 국도
- 18번 국도
- 113번 국도
- 7번 국도
- 17번 국도
- 345번 국도
- 116번 국도
- 289번 국도
- 402번 국도